# Vresolike
Vresolike ili Ericales su veliki i raznovrsni red dikotiledonskih biljki, koje obuhvataju na primer, čaj, persimon, borovnice, brazilski orah, i azaliju. Ovaj red obuhvata drveće, grmljees, lijane, i zeljaste biljke. Zajedno sa običnim autofitnim biljkama, Ericales obuhvata hlorofilno-deficitarne mikoheterotrofne biljke (npr., Sarcodes sanguinea) i biljke mesožderke (npr., rod Sarracenia).
Mnoge vrste imaju pet latica, koje se često rastu zajedno. Spajanje latica kao osobina je tradicionalno korišteno za postavljanje reda u potklasu Sympetalae.
Mikoriza je prilično česta među predstavnicima ovog reda, i tri vrste mikorize mogu se naći isključivo među vresolikma (naime, erikoidna, arbutoidna i monotropoidna mikoriza). Pored toga, neke porodice među njima odlikuju se izuzetnom sposobnošću akumuliranja aluminijuma.
Vresolike su kosmopolitski red. Područja rasprostranjenosti porodica uveliko se razlikuju - dok su neke ograničene na trope, druge postoje uglavnom u arktičkim ili umerenim regionima. Čitav red sadrži preko 8000 vrsta, od čega Ericaceae čine 2000-4000 vrsta (prema različitim procenama).

## See also
- Paradinandra